# Здуньсковольский повет
Здуньсковольский повет (пол. Powiat zduńskowolski) — повет (район) в Польше, входит как административная единица в Лодзинское воеводство. Центр повета — город Здуньска-Воля. Занимает площадь 369,19 км². Население — 67 483 человека (на 31 декабря 2015 года).

## Административное деление
- города: Здуньска-Воля, Шадек
- городские гмины: Здуньска-Воля
- городско-сельские гмины: Гмина Шадек
- сельские гмины: Гмина Заполице, Гмина Здуньска-Воля

## Демография
Население повета дано на 31 декабря 2015 года.
| Перепись            | Всего  | Мужчины | Женщины |
| ------------------- | ------ | ------- | ------- |
| Всего               | 67 483 | 32 627  | 34 856  |
| Городское население | 44 992 | 21 275  | 23 717  |
| Сельское население  | 23 491 | 12 352  | 11 139  |